# Štúrovo
Štúrovo (dříve Parkan, maďarsky Párkány, německy Gockern) je slovenské město v okrese Nové Zámky v Nitranském kraji, na levém břehu Dunaje, který zde tvoří slovensko-maďarskou hranici, 47 km jihovýchodně od Nových Zámků. S maďarskou Ostřihomí na druhém, pravém břehu Dunaje je město spojeno mostem Márie Valérie. Přes řeku dříve jezdila kompa (loď pro přepravu vozů a osob přes vodu). Ve městě žije přibližně 9 300 obyvatel.

## Historie

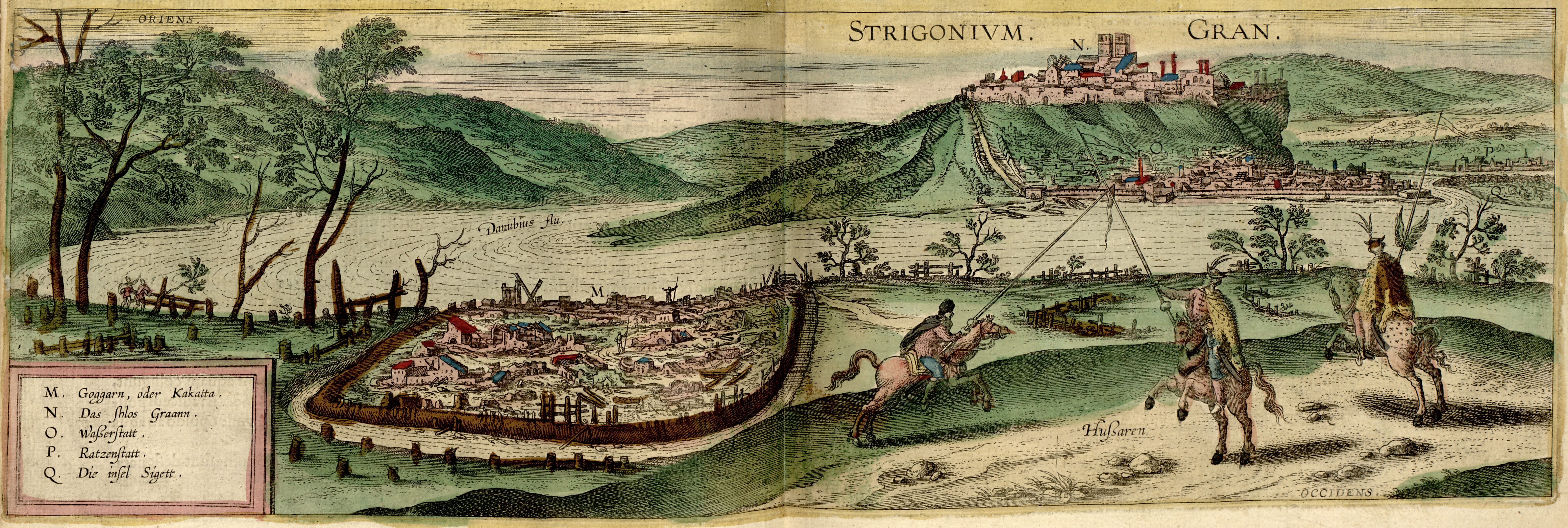
Pohled na ruiny Kakathu s Ostřihomem v pozadí od Jorise Hoefnagela z roku 1595

Díky přirozenému říčnímu přechodu na Dunaji bylo toto území osídleno již v pravěku. Pravděpodobně bylo součástí Panonského limesu v době římské. Osada jménem Anavum, zmíněná v Ptolemaiově Geografii (řecky: ἄναυό), by mohla být na základě Ptolemaiových souřadnic hypoteticky umístěna poblíž ústí řeky Hron. Dosud však v této oblasti nebyly nalezeny žádné římské pozůstatky.
V 10. století se Gran / Strigonium (dnešní Ostřihom) stal královským a církevním hlavním městem Uherského království. Na protějším břehu řeky se rozvinula vesnice, která byla poprvé zmíněna v listině benediktinského kláštera (dnes Hronský Beňadik) z roku 1075 („v Kokotu majetek s 10 rybářskými domy v horních částech a 3 pluhy půdy“). Osada byla pravidelně zmiňována ve středověkých dokumentech, nejčastěji od 13. století pod názvem Kakath. Svůj význam získala díky blízkosti královského města a dunajského přívozu. Přívoz byl součástí důležité obchodní cesty, která spojovala centrum Uherského království s jeho severními územími a Českým královstvím. V roce 1215 král Ondřej II. udělil mýto z přívozu kapitule v Ostřihomi. V únoru 1274 pobýval v Kakathu (označovaném jako villa Kokat) král Ladislav IV., když jej kapitula požádala o pomoc ve sporu o majetek.
Ve středověku patřil Kakath ostřihomskému arcibiskupství, s výjimkou malé části benediktinského kláštera. Ta byla však arcibiskupstvím zabrána v roce 1276 a nikdy nebyla vrácena, i když mniši o ni vedli spory až do 16. století. Během bojů o uherskou korunu na počátku 14. století podnikl v roce 1304 český král Václav II. tažení do Uher, aby posílil postavení svého syna Václava III. V červenci umístil svůj tábor do přístavu Kokoth, odkud zaútočil na Ostřihom, protože arcibiskup Michal byl významným příznivcem jeho rivala, krále Karla I.
Od 20. let 16. století byl Kakath těžce zasažen osmansko-uherskými válkami. Daňový soupis arcibiskupství z roku 1531 zaznamenal pouze 11 domů a 10 převozníků, což znamenalo výrazný pokles oproti předchozím letům. Město bylo pravděpodobně zpustošeno během tažení Sulejmana I. v roce 1529. Ostřihom byl obléhán a dobyt Osmany v roce 1543. V té době bylo středověké městečko zcela zničeno válečnými konflikty – podle daňového soupisu z téhož roku byl Kakath zcela opuštěný.

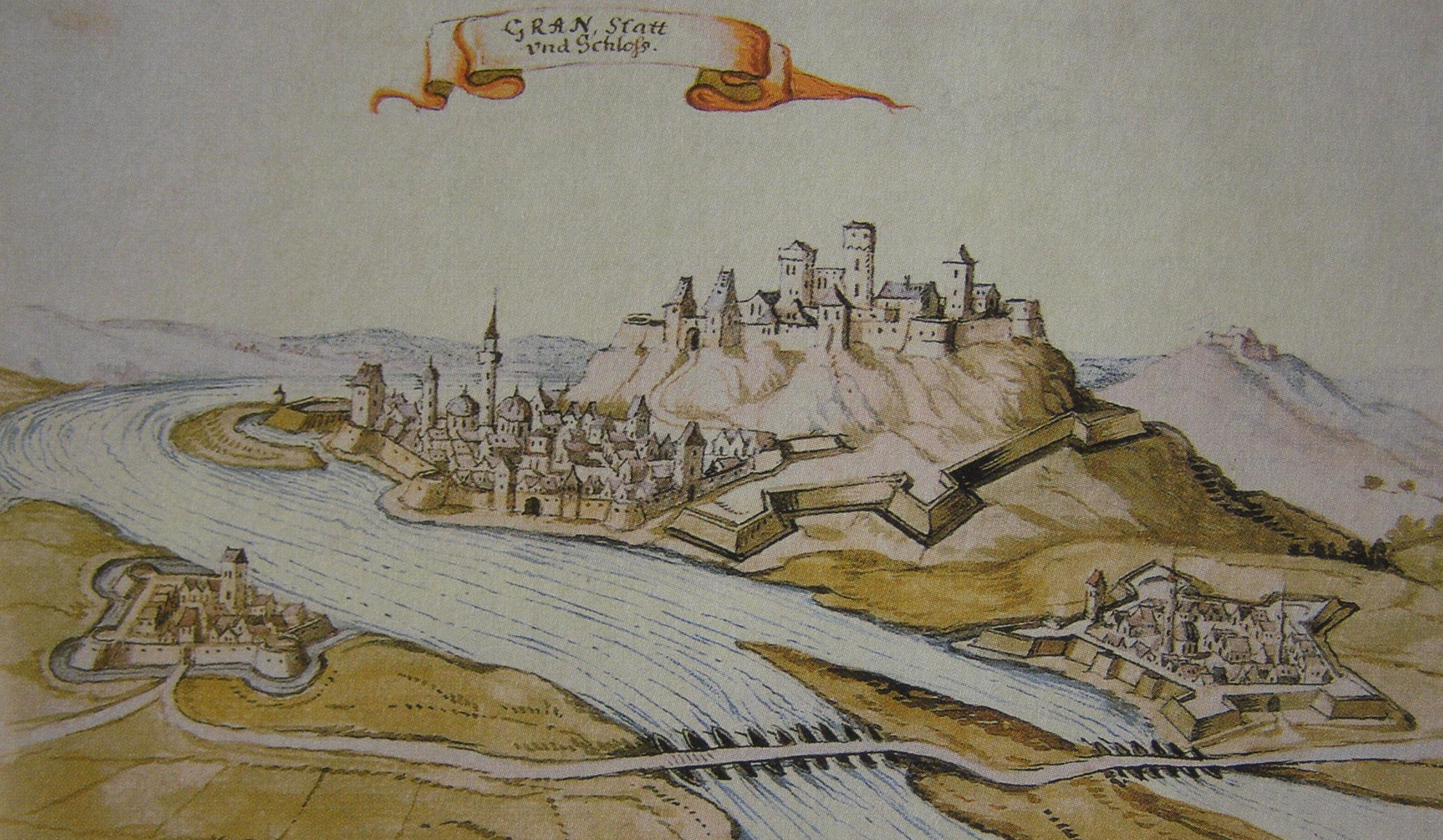
Párkány a Ostřihom v roce 1664

Během osmanské nadvlády byla v rámci obranného systému Ostřihomi vybudována opevněná pevnost, nazývaná Ciğerdelen Parkan (v překladu „pevnost bodající do jater“) nebo Çekerden. Mnoho pokusů o dobytí pevnosti z rukou Turků bylo neúspěšných, s výjimkou období let 1595–1605, až do roku 1683, kdy Osmané utrpěli porážku v bitvě u Párkáně.
Za vlády Marie Terezie město získalo zpět svá práva a stalo se okresním městem.
V roce 1850 se Párkány stal železniční stanicí na trati mezi Prešpurkem (dnes Bratislava) a Budapeští. V roce 1895 byl otevřen most Marie Valerie spojující město s Ostřihomí.
Po první světové válce se město stalo československým hraničním městem. V roce 1938 bylo Párkány a části jižního Slovenska obsazeno Maďarskem na základě první vídeňské arbitráže. V letech 1944–1945 bylo osvobozeno sovětskými vojsky. Most Marie Valerie byl podruhé (poprvé v roce 1920) zničen ustupujícími německými silami.
Po druhé světové válce a zrušení vídeňských arbitráží se město opět stalo součástí Československa. V roce 1948 bylo přejmenováno na Štúrovo. Původně samostatné vesnice Nána a Obid byly k městu připojeny v letech 1960 a 1972. V roce 1960 Štúrovo přestalo být sídlem samostatného okresu a bylo začleněno do nového většího okresu Nové Zámky.

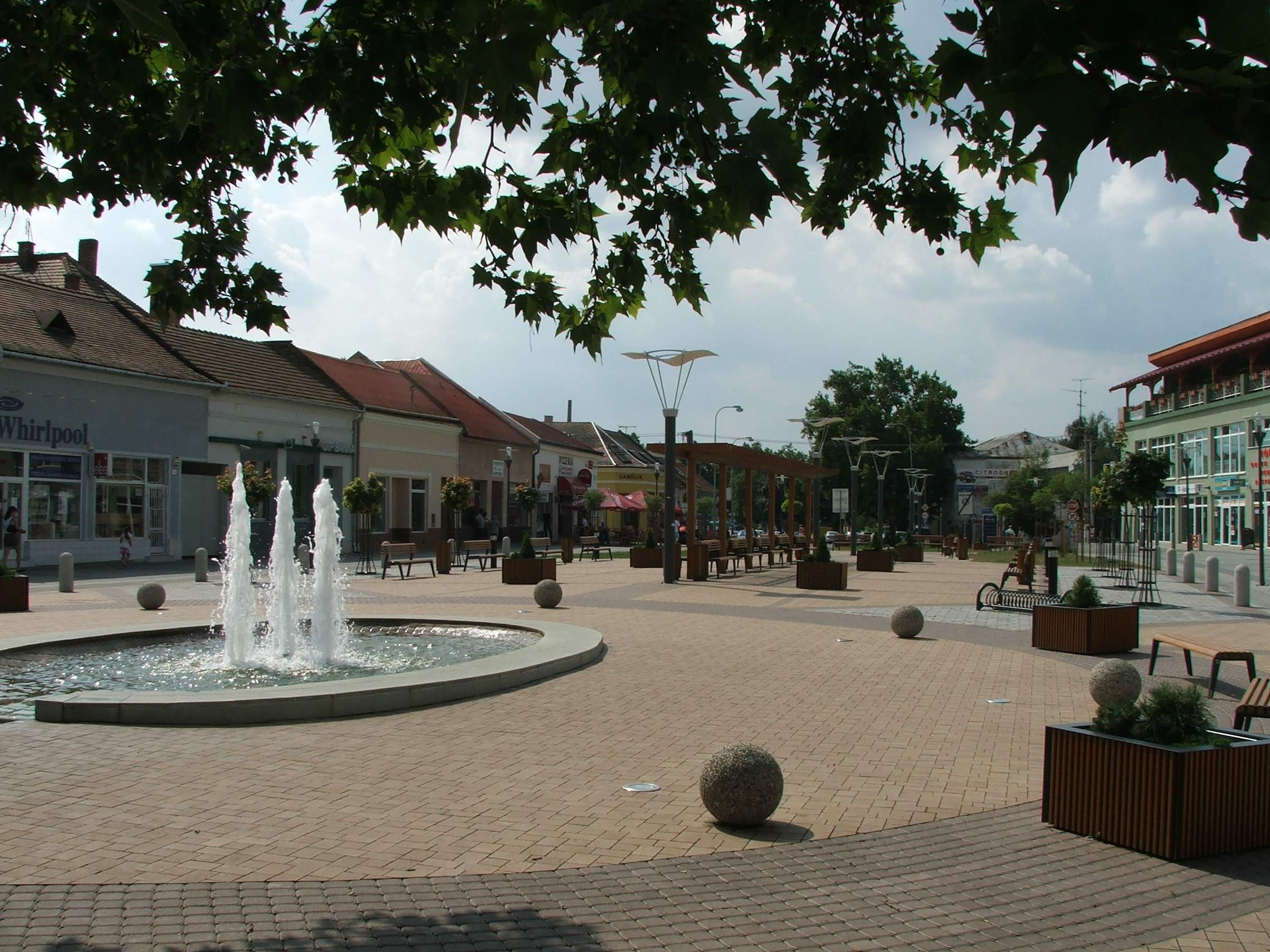
Pěší zóna ve Štúrovu

V období poválečné industrializace byl v roce 1968 otevřen velký závod na zpracování celulózy a papíru – Juhoslovenské celulózky a papierne, který zaměstnával asi 4 000 lidí. V roce 1978 bylo vybudováno nové termální koupaliště Vadaš. Místní železniční stanice se v roce 1975 stala druhou největší na Slovensku.
Po sametové revoluci se Nána (1990) a Obid (1998) opět osamostatnily. Most Marie Valerie byl potřetí znovu postaven a otevřen v roce 2001, což podpořilo místní ekonomiku.

## Termální koupaliště Vadaš

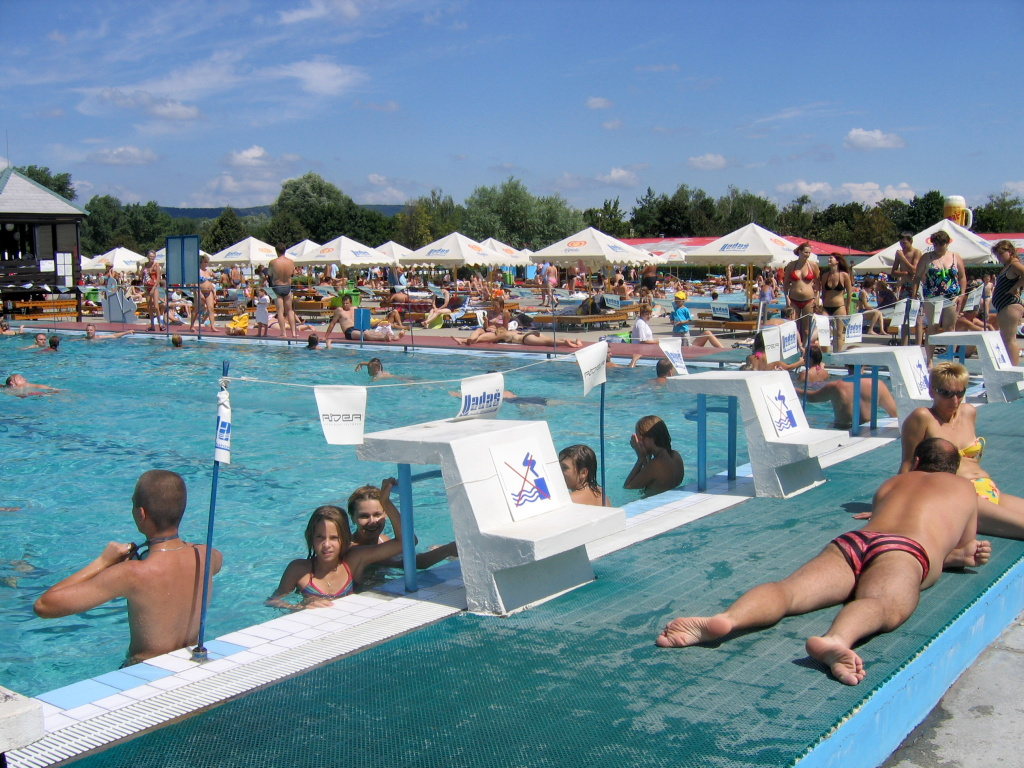
Termální koupaliště Vadaš

Novodobá historie města je spjata s objevením geotermální energie pod povrchem. První malý bazén byl postaven roku 1952. Současný areál koupaliště byl vybudován v roce 1973. Geologický vrt objevil pod povrchem louky Vadaš vydatný zdroj termální vody. Termální koupaliště Vadaš je turisticky nejnavštěvovanějším místem ve městě.
Termální koupaliště Vadaš se dnes rozkládá na 35 hektarech bývalých luk a mokřin. Odtud pak pochází i jeho název (louka „Vadaš“, tj. louka bohatá na zvěř). Termální pramen s teplotou vody 39,7 °C v hloubce 130 m a s vydatností 70 l/s byl navrtán v roce 1973, ale k prvnímu napuštění bazénů došlo až 17. července 1978. Kromě plaveckého bazénu 50×21 metrů (s vodou chlazenou na 26–28 °C) a v roce 2004 otevřeného bazénu Laguna o ploše 3 800 m² (dnes největší bazén na Slovensku) s umělým vlnobitím, jsou návštěvníkům koupaliště od začátku května do konce září k dispozici za každého počasí i další čtyři nekryté bazény s neobvykle čistou, průzračnou vodou o teplotě cca 30 °C (výjimku tvoří jen perličkový bazén, kde voda dosahuje teploty 36 °C).

## Most Márie Valérie

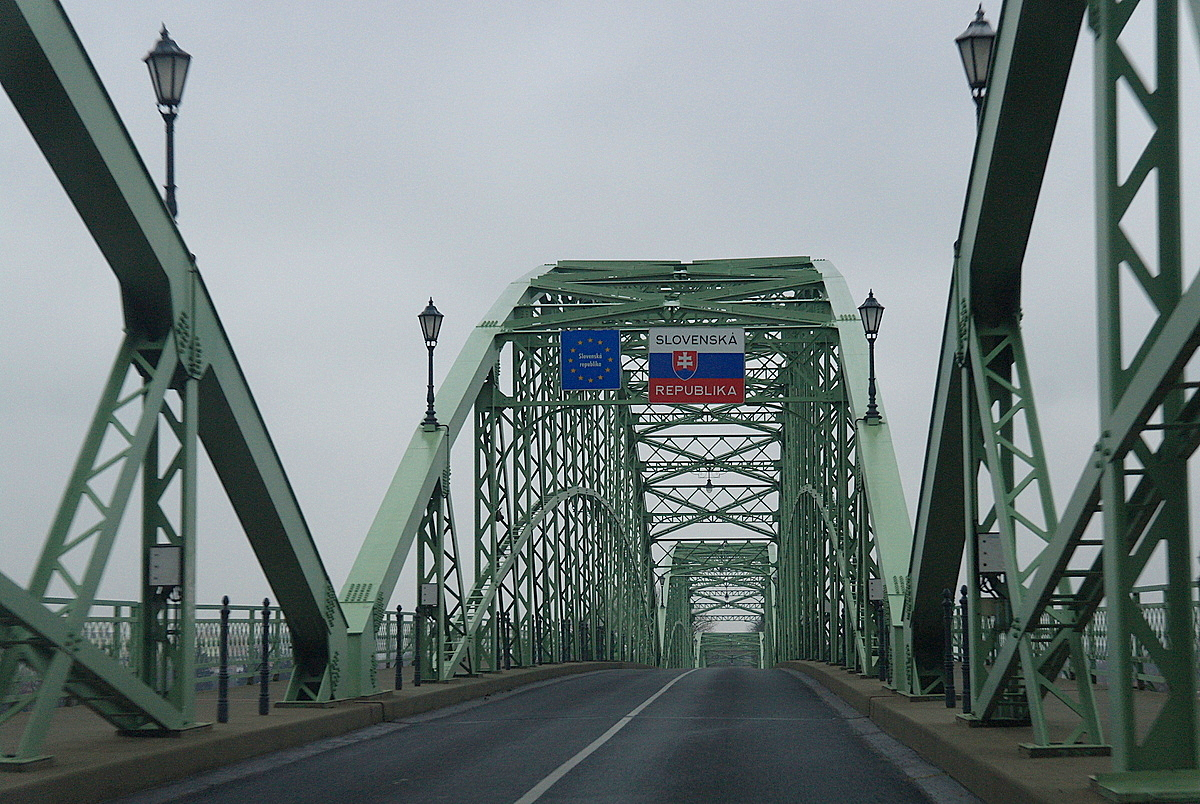
Most Márie Valérie

Znovuotevření mostu Márie Valérie významně napomáhá rozvoji turistického ruchu.
- 1895 – Uherská vláda nechala postavit most, který byl pojmenován podle nejmladší dcery císaře Františka Josefa I. most Márie Valérie.
- 1919 – Jeden oblouk byl zničen nedisciplinovaností československé mostní stráže
- 1925 – Obnova mostu
- 1944 – Ustupující německá armáda vyhodila do povětří tři střední oblouky mostu.
- po roce 1945 – Po poválečném vystěhování části maďarského obyvatelstva na základě Dekretů prezidenta republiky Dr. Edvarda Beneše vznikla mezi oběma státy nevraživost trvající desetiletí. Celých 57 let byl zničený most symbolem napětí mezi formálně spřátelenými zeměmi, dopravu po Dunaji zajišťoval provizorní přívoz. Most byl obnoven v roce 2001 z příspěvku fondu Phare Evropské unie.
- 2001 – Byl otevřen zrekonstruovaný most Márie Valérie.

Na most je povolen vjezd pouze osobním automobilům a autobusům.

## Doprava

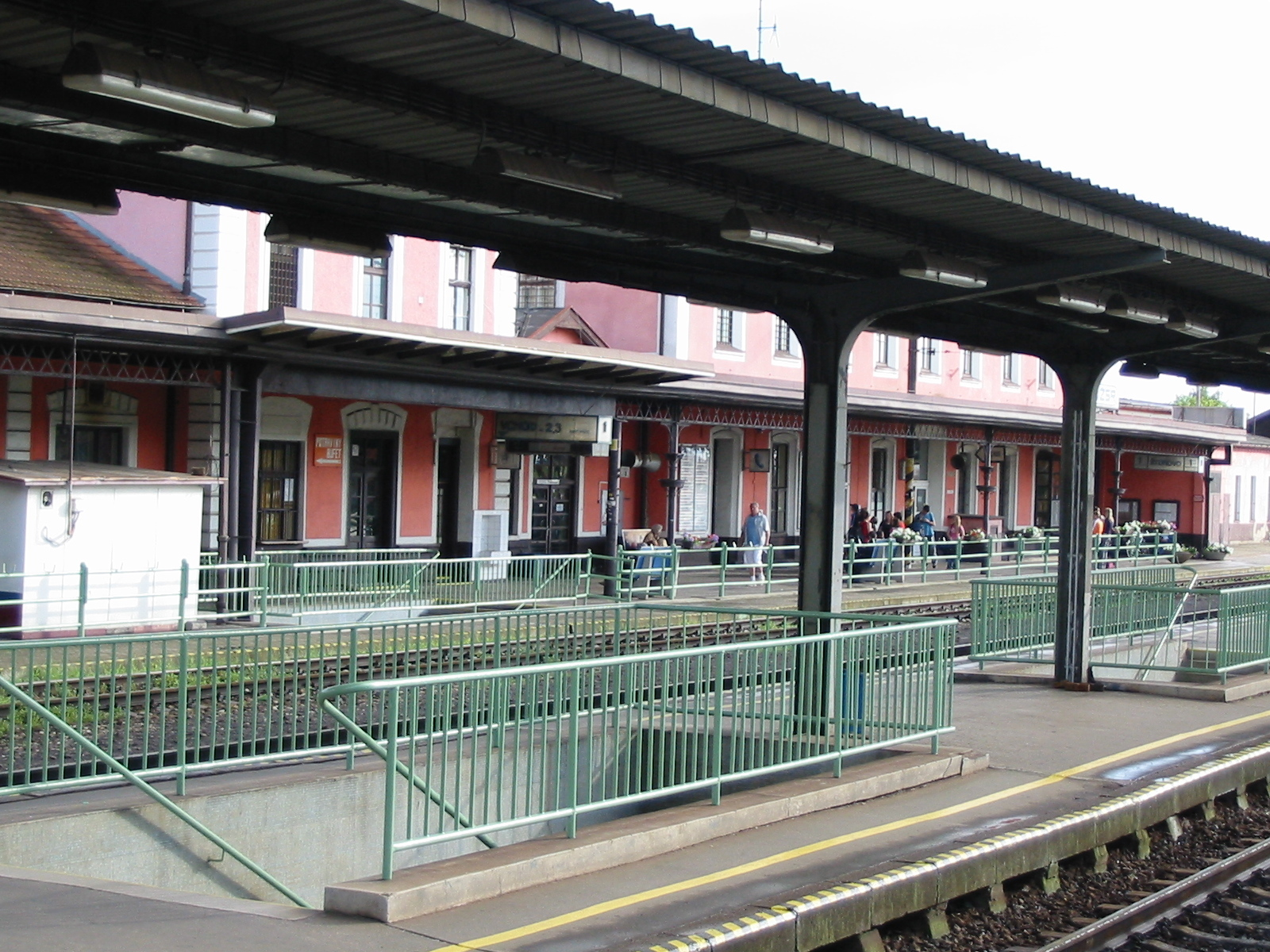
Železniční stanice

Štúrovo leží na železniční trati Bratislava – Štúrovo, po které jezdí vlakové spoje z České republiky do Budapešti a je součástí IV. panevropského koridoru. Napojuje se zde regionální trať Štúrovo – Levice. Na Dunaji je osobní a nákladní přístav.

## Obyvatelstvo
Z obyvatel je 68,74 % Maďarů, 28,13 % Slováků, 1,17 % Čechů, 0,34 % Romů, 0,03 % Němců a 0,01 % Ukrajinců. 77,18 % se jich hlásí k Římskokatolické církvi, 1,36 % k Evangelické církvi augsburského vyznání, 0,2 % k Řeckokatolické církvi a 0,09 % k Pravoslavné církvi. 12,27 % obyvatel je bez vyznání.

## Partnerská města
- Baraolt, Rumunsko
- Bruntál, Česko
- Castellarano, Itálie
- Kłobuck, Polsko
- Novi Bečej, Srbsko
- Ostřihom, Maďarsko